# Craig Jones (motociclista)
Craig Jones (Northwich, 16 gennaio 1985 – Londra, 4 agosto 2008) è stato un pilota motociclistico britannico.

## Carriera
Il suo esordio da professionista avviene nel 1999, ma è stato nel campionato mondiale Supersport che mostra tutto il suo talento.
Nel 2006 partecipa al mondiale superbike in sella alla Petronas FP1 del team Foggy Petronas Racing, il suo migliore risultato in gara è un tredicesimo posto nella prova tedesca all'Eurospeedway, chiudendo il campionato al ventisettesimo posto con tre punti.
Nel 2007 corre nel campionato mondiale Supersport con la Honda CBR600RR del team Revè Ekerold Honda Racing, classificandosi al quinto posto nella classifica finale ed ottenendo come miglior risultato due secondi posti a Brno ed a Vallelunga.
Nel 2008 corre sempre nel mondiale supersport con la CBR600RR del team Parkalgar Racing, dove riesce inizialmente ad ottenere tre podi a Losail, Valencia e Misano. Nella gara di Brno dovette abbandonare a due giri dal termine, quando si trovava in testa alla corsa.
Il 3 agosto 2008 rimane vittima di un incidente fatale durante la gara sul circuito di Brands Hatch in Inghilterra, dove perde il controllo della moto all'altezza della Clark Curve rovinando a terra, colpito alla testa prima dalla propria moto e successivamente dalla moto che lo seguiva, pilotata dall'australiano Andrew Pitt. Trasportato d'urgenza al London Royal Hospital in condizioni critiche, muore nelle primissime ore del 4 agosto 2008 senza aver ripreso conoscenza. Nonostante ciò, viene classificato al secondo posto in gara ed arriva al settimo posto in classifica generale.
Il 2 novembre al termine dell'ultima gara della stagione 2008 tenutosi in Portogallo sul circuito di proprietà della squadra per la quale correva Craig Jones si è tenuta una celebrazione in suo onore durante cui gli è stata dedicata una curva. Alla Commemorazione era presente tutta la famiglia, il team, lo staff della clinica mobile, numerosi piloti e amici di Craig Jones. Il numero con il quale correva è stato ritirato, quindi nessun altro pilota potrà mai gareggiare nel campionato del mondo Supersport con il 18 sul cupolino.

## Risultati in gara

### Campionato mondiale Supersport
| 2004 | Moto    |     |  |  |  |  |    |  |  |  |  |  |  |  | Punti | Pos. |
| ---- | ------- | --- |  |  |  |  | -- |  |  |  |  |  |  |  | ----- | ---- |
| 2004 | Triumph | Rit |  |  |  |  | 12 |  |  |  |  |  |  |  | 4     | 35º  |

| 2005 | Moto  |  |  |  |  |     |  |   |   |  |  |  |  |  | Punti | Pos. |
| ---- | ----- |  |  |  |  | --- |  | - | - |  |  |  |  |  | ----- | ---- |
| 2005 | Honda |  |  |  |  | Rit |  | 6 | 8 |  |  |  |  |  | 18    | 17º  |

| 2007 | Moto  |    |    |   |    |    |     |     |     |   |     |   |   |   | Punti | Pos. |
| ---- | ----- | -- | -- | - | -- | -- | --- | --- | --- | - | --- | - | - | - | ----- | ---- |
| 2007 | Honda | 12 | 14 | 4 | 10 | 20 | Rit | Rit | Rit | 2 | Rit | 4 | 2 | 3 | 94    | 5º   |

| 2008 | Moto  |   |    |   |   |   |   |   |     |   |  |  |  |  | Punti | Pos. |
| ---- | ----- | - | -- | - | - | - | - | - | --- | - |  |  |  |  | ----- | ---- |
| 2008 | Honda | 3 | 16 | 3 | 9 | 6 | 5 | 2 | Rit | 2 |  |  |  |  | 100   | 7º   |

| Legenda | 1º posto        | 2º posto            | 3º posto           | A punti      | Senza punti        | Grassetto – Pole position Corsivo – Giro più veloce |
| Legenda | Gara non valida | Non qual./Non part. | Ritirato/Non class | Squalificato | '-' Dato non disp. | Grassetto – Pole position Corsivo – Giro più veloce |

### Campionato mondiale Superbike
| 2006 | Moto     |     |     |     |    |    |    |     |     |     |    |    |    |    |    |     |     |     |     |    |    |    |     |    |     |  |  |  |  | Punti | Pos. |
| ---- | -------- | --- | --- | --- | -- | -- | -- | --- | --- | --- | -- | -- | -- | -- | -- | --- | --- | --- | --- | -- | -- | -- | --- | -- | --- |  |  |  |  | ----- | ---- |
| 2006 | Petronas | Rit | Rit | Rit | 21 | 22 | 25 | Rit | Rit | Rit | NP | 21 | 21 | 17 | 21 | Rit | Rit | Rit | Rit | 18 | 13 | 17 | Rit | 17 | Rit |  |  |  |  | 3     | 27º  |

| Legenda | 1º posto        | 2º posto            | 3º posto           | A punti      | Senza punti        | Grassetto – Pole position Corsivo – Giro più veloce |
| Legenda | Gara non valida | Non qual./Non part. | Ritirato/Non class | Squalificato | '-' Dato non disp. | Grassetto – Pole position Corsivo – Giro più veloce |